# Тиллегем
Тиллегем (нидерл. Kasteel Tillegem) — дворцово-парковый комплекс на месте средневекового замка. Расположен замок в районе Синт-Михельс на южной окраине города Брюгге, в провинции Западная Фландрия, Бельгия. Главное здание по своему типу относится к замкам на воде.

## История

### Ранний период

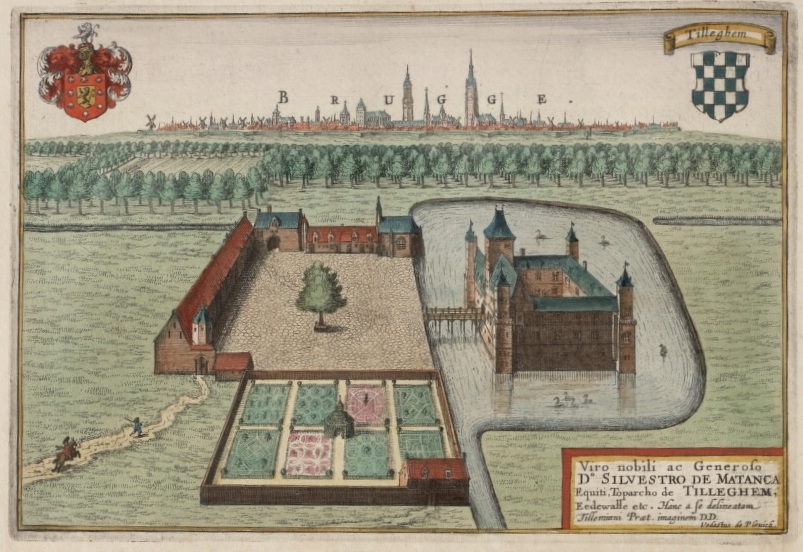
Замок на рисунке 1641 года

По некоторым сведениям имение Тиллегем является одним из старейших феодов Бельгии. Само название с валлонского, вероятно, переводилось как укрепление у моста. Значит, здесь находилась важная переправа. Скорее всего она находилась в 200 метрах к юго-востоку от нынешнего замка.
Достоверно известно, что в начале XIII века усадьба Тиллегем была частью владений дворянской семьи ван Воормезеле. Здесь имелся укреплённый хозяйский дом. Для дополнительной защиты он был обнесён рвом с водой. В ту же эпоху рядом была построена часовня, которая до нашего времени не сохранилась.
В 1285 году Ян ван Тиллегем из дома ван Воормезеле продал поместье Яну Хубрехту. Тот был одним из самых богатых граждан Брюгге и неоднократно был бургомистром этого города. На тот момент Ян Хубрехт возглавлял партию сторонников французского короля. Поражение французских рыцарей в 1302 году в Битве Золотых шпор привело к конфискации имущества всех, кто был сторонником сближения с Парижем. Таким образом, Тиллегем перешёл во владение Гиллиса ван Аертрика, другого богатого и влиятельного бюргера из Брюгге. В последующие годы он сам занимал высшие посты в городском совете.
Гиллис ван Аертрик не оставил потомства и замок вновь сменил владельца. С тех пор замок часто переходил из рук в руки: либо в качестве приданого невест, либо в результате прямой продажи. В разное время имением Тиллегем владели семьи ван Овертвельт, Пиннок де Бэнст, ван Пеке, де Бургрейведе Матанса и де Шитере де Дамхаудер.

### XVIII век
В 1718 году собственником поместья Тиллегем в результате женитьбы на Мари-Шарлотте де Шитер де Дамхаудер стал Жозеф Адриен ле Байи. Он сделал хорошую карьеру и с 1730 по 1754 год был мэром Брюгге. Семья Ле Байи превратила замок в роскошную резиденцию. Причём на XVIII век пришлось несколько осад Брюгге французскими войсками (трижды город капитулировал), но Тиллегем в ходе военных действий не пострадал. К концу XVIII века семья Ле Байи утратила прежнее влияние, но сохранила всю собственность.

### XIX век
Последним владельцем замка из рода Ле Байи был виконт Эктор ле Байи де Тиллегем (1822–1877). Не имея потомков он завещал имение своей внучатой племяннице Маргарите Кениг. Однако она нуждалась в деньгах и в 1879 году продала поместье Тиллегем тремя отдельными лотами.
Участок земли на котором находился замок стало собственностью Эжена Шарля де Пеньяранда де Франшимона (1839–1907). Он женился на Клотильде де Лааге де Бельфе (1851–1909). Замок стал местом постоянного проживания этой семьи. Супруги были богаты и потратили огромные средства, чтобы превратить Тиллгем в роскошный дворец. К концу XIX века замок был радикально перестроен в неоготическим стиле.

### XX век
В очередной раз владельцы Тиллегема не оставили потомства. Согласно завещанию дворцово-замковый комплекс перешёл в собственность Мари-Генриетты де Брие (1892–1978). В 1916 году она вышла замуж за барона Жоржа Верхагена (1886–1963). Их сын, барон Рене Верхаген (1924-1992) в 1980 году продал замок и окружающие владения властям Западной Фландрии.

## Описание замка
Замок имеет почти квадратную форму и целиком занимает искусственный остров. По углам ранее имелись оборонительные башни, которые со временем были перестроены в жилые. При этом прежние бойницы заменили на широкие окна. Вход в замок был возможен по подъёмному мосту с западной стороны. Перед мостом находился форбург. Позднее это место превратилось в небольшой сад. Замок окружён широким рвом, который заполнен водой. Главное здание, возведённое в XIX веке ходе реконструкции занимает западную половину острова. Его парадный фасад также обращён на запад. Ранее замок был окружён небольшим парком, который частично сохранился.

## Современное использование
В настоящее время в здании размещаются различные муниципальные службы. По предварительно записи здесь проводятся экскурсии. Нередко комплекс используется для торжественных мероприятий.

## Галерея

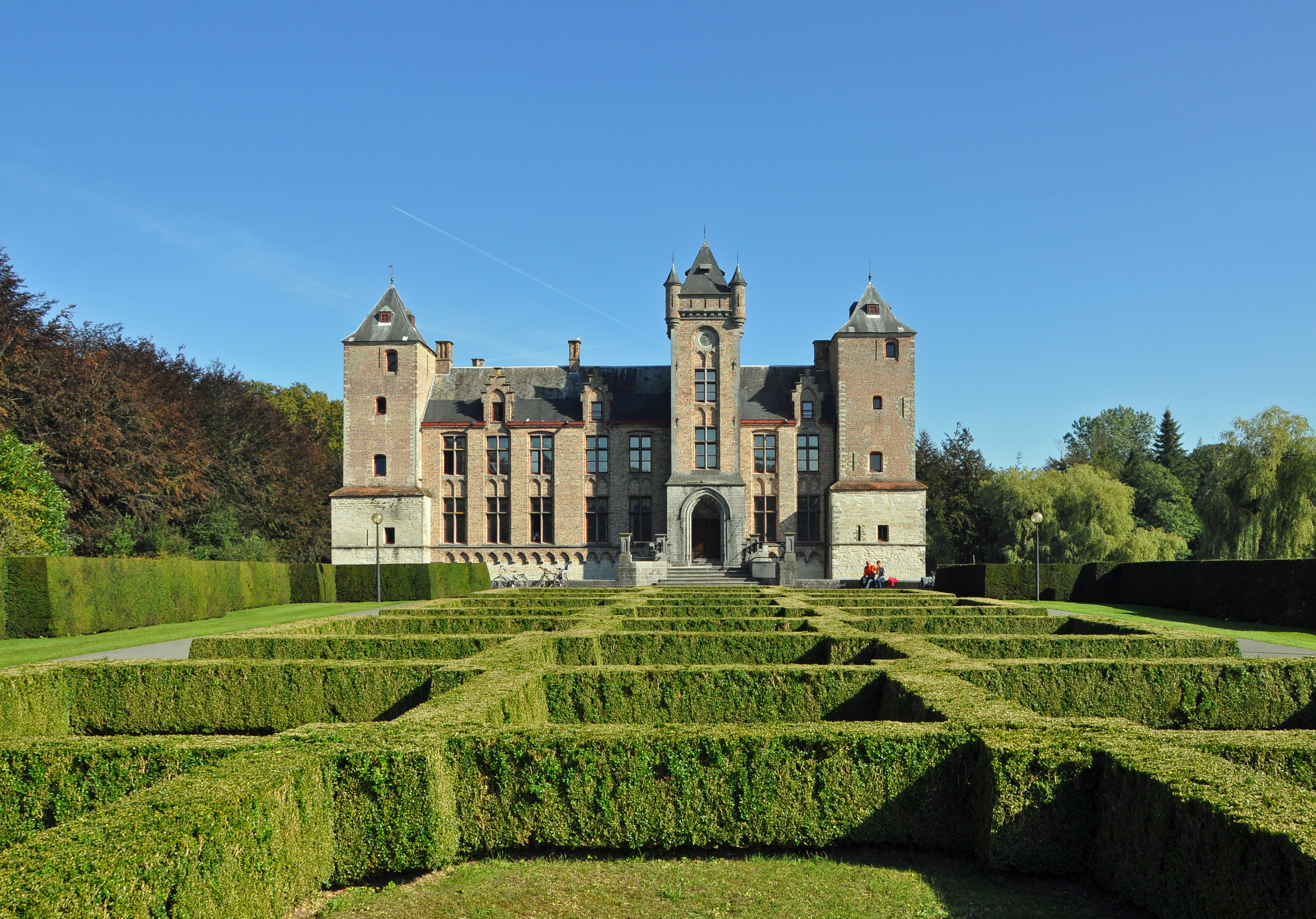
Вид замка с западной стороны
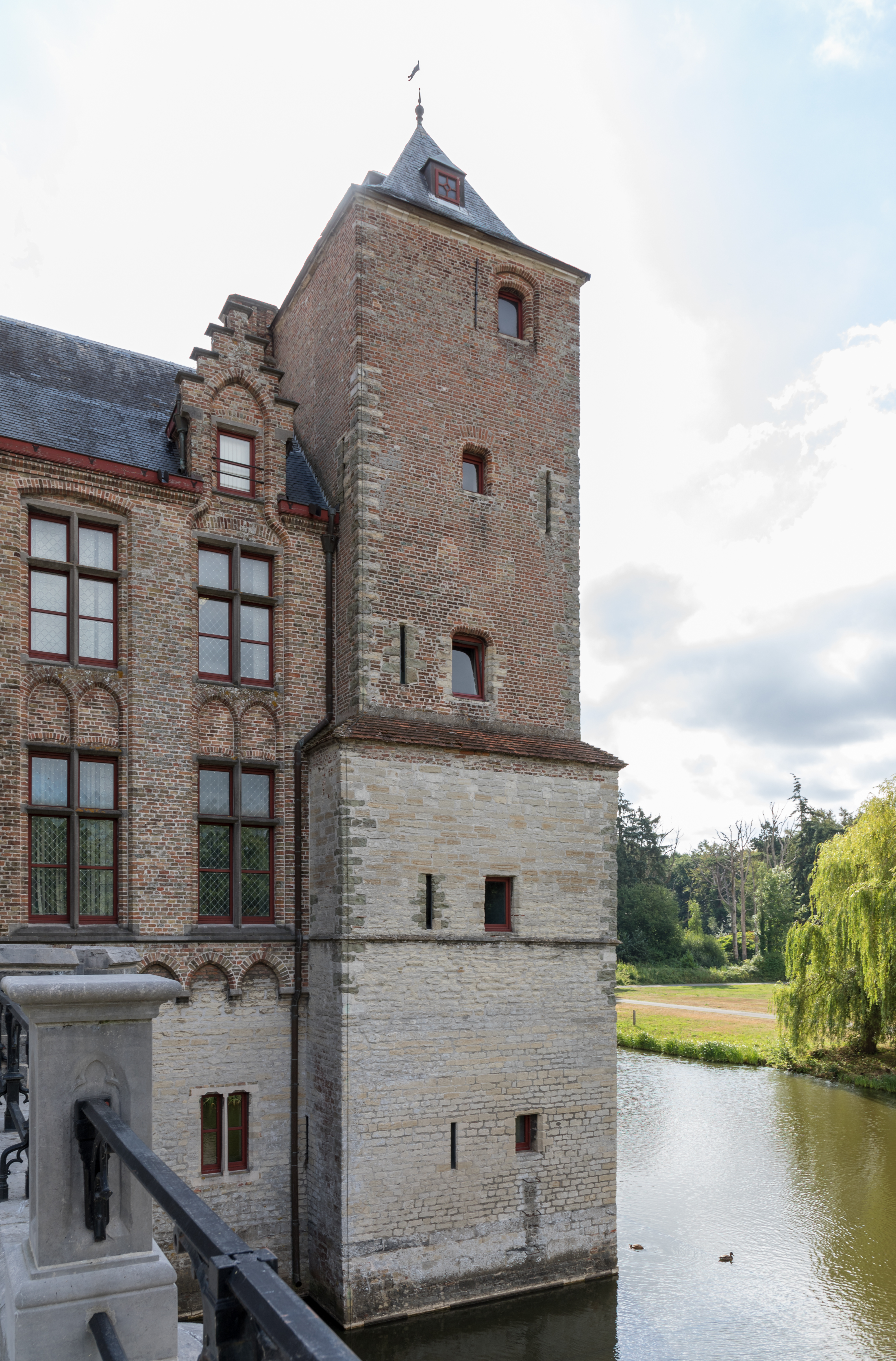
Северо-восточная башня
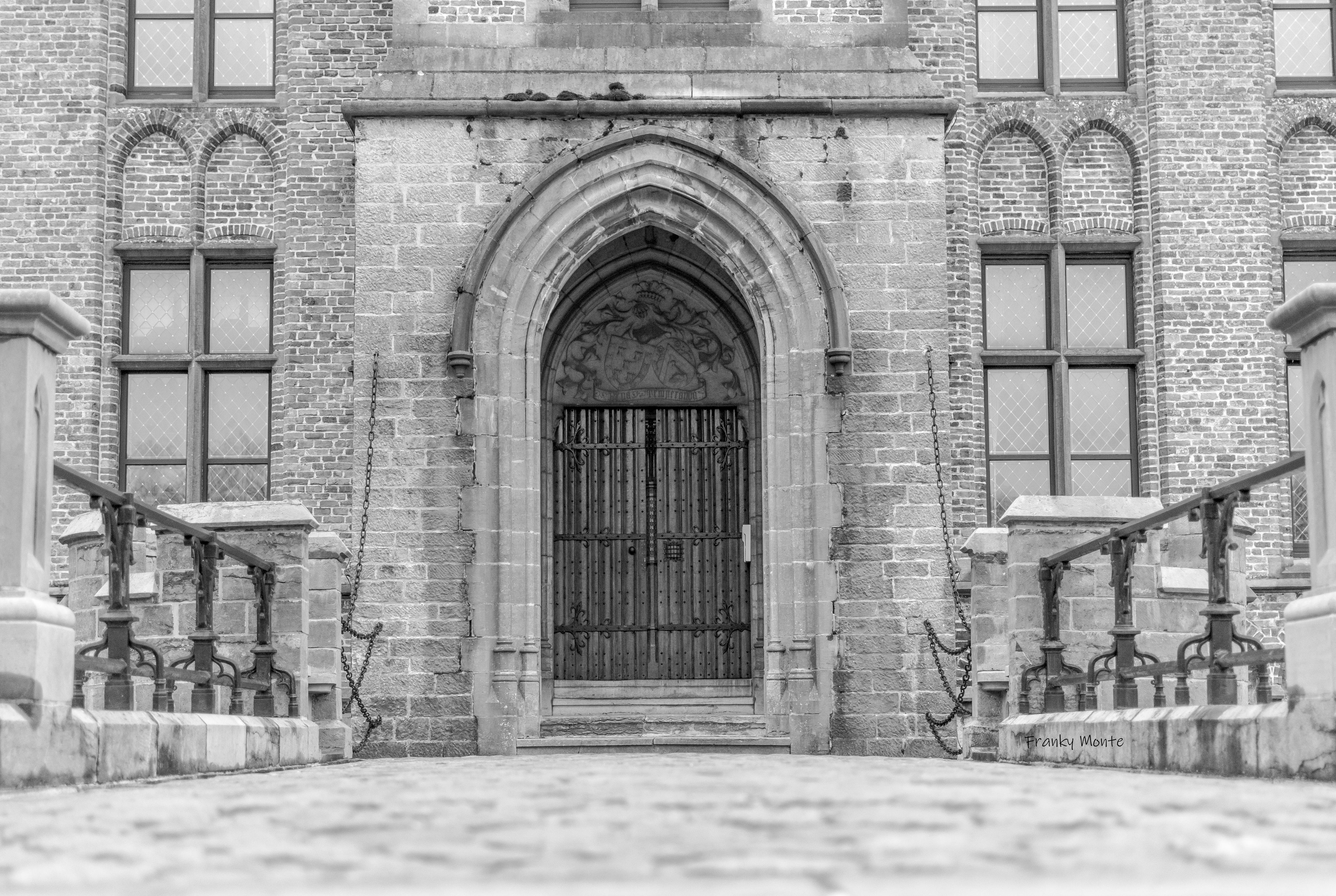
Вход в замок с западной стороны
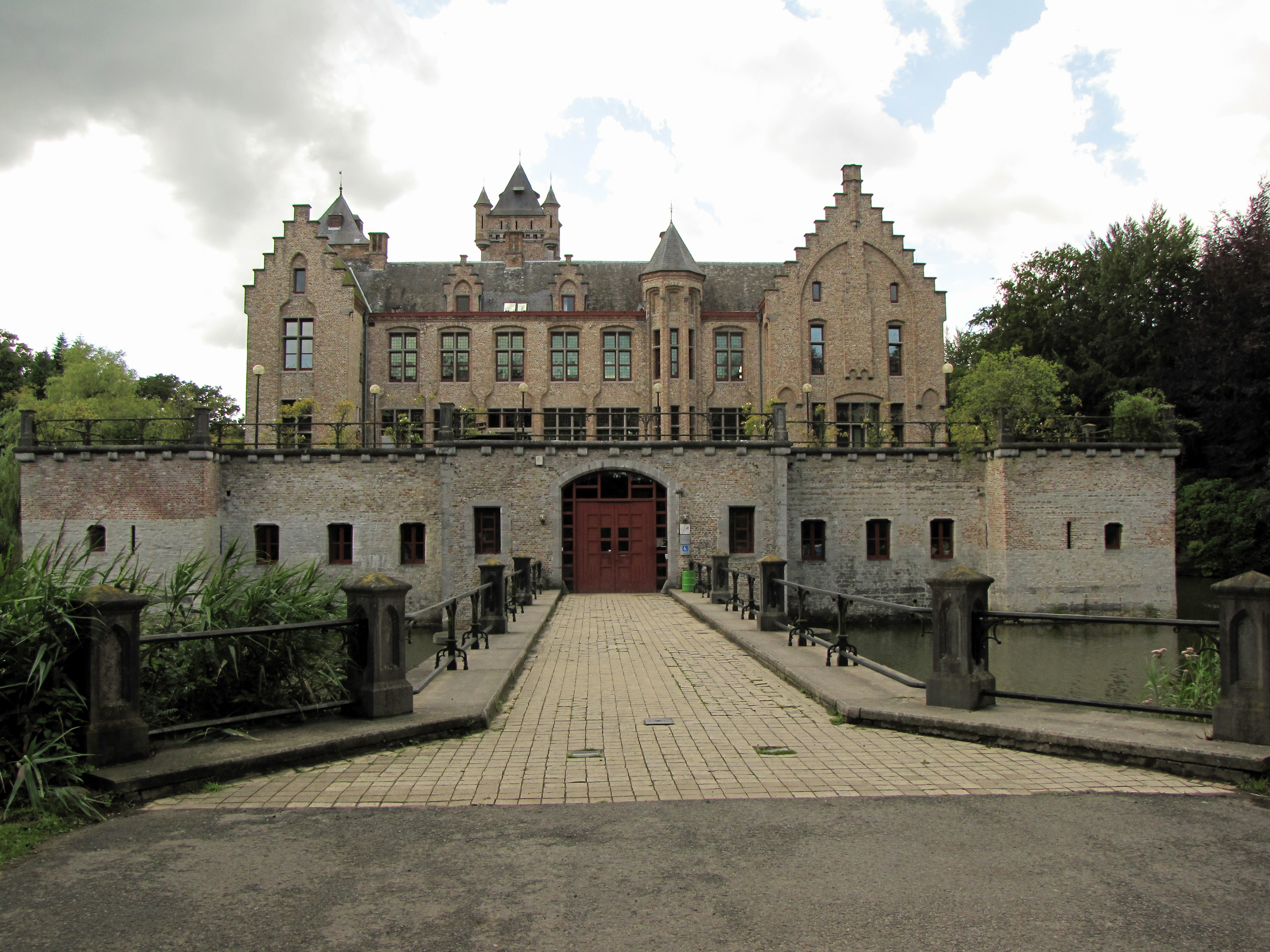
Вид замка с восточной стороны
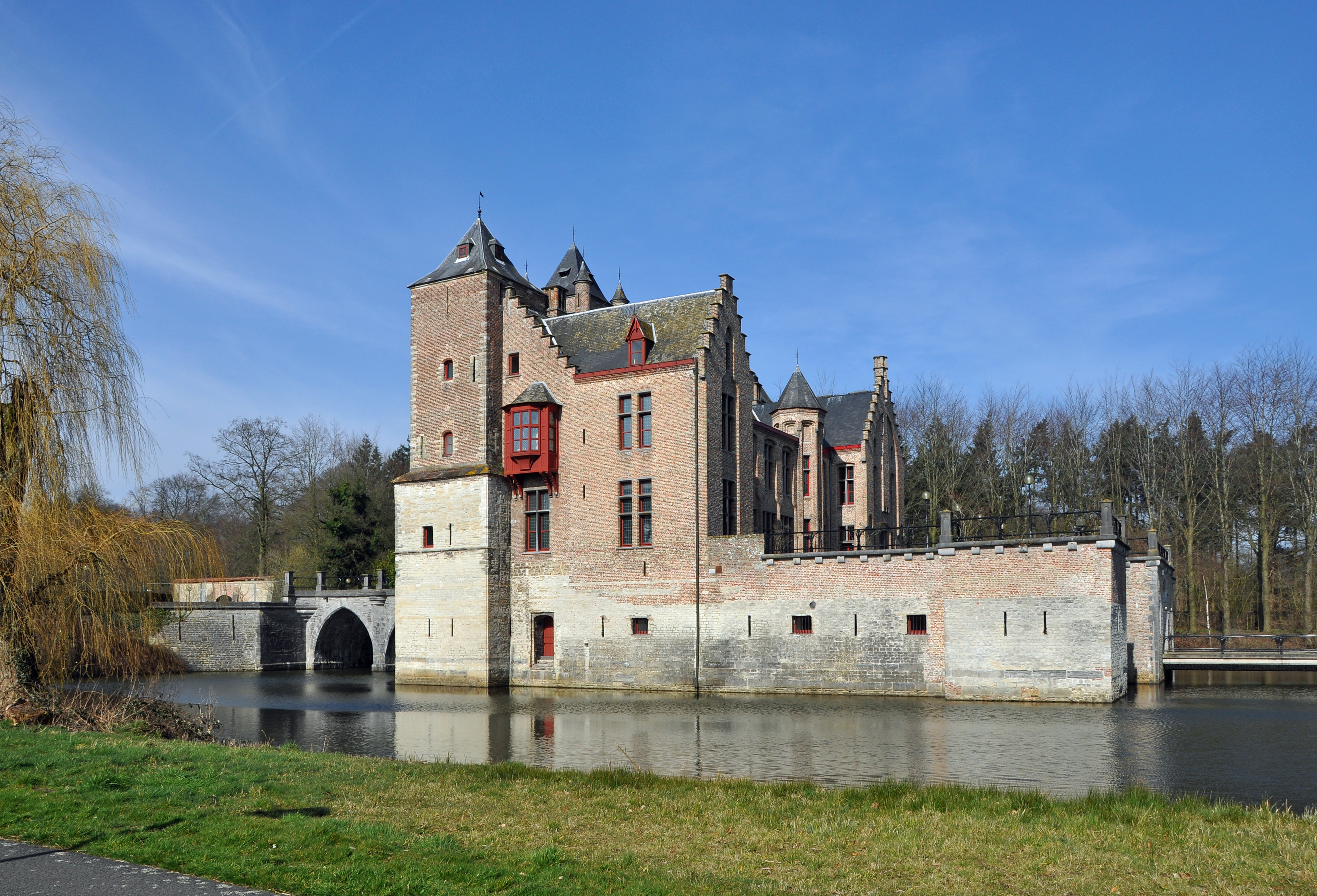
Замок с южной стороны